# Football Club Aurore Bienne
Le FC Aurore Bienne est un club de football de la ville de Bienne, dans le canton de Berne, en Suisse.
Il s’agit d’un club de quartier fondé en 1929.
Il évolue en 2e ligue, soit l'équivalent de la sixième division.

## Parcours
En 2017 et à la fin du championnat 2021/2022, le club atteint la 2e ligue, l'équivalent de la sixième division suisse.

## Anciens joueurs
- Georges Aeby